# برگ سدابی سلطان‌آبادی
برگ سدابی اراکی، برگ سدابی سلطان‌آبادی (نام علمی: Thalictrum sultanabadense) نام یک گونه از تیره آلالگان است.